# Israel en los Juegos Europeos de Minsk 2019
Israel participó en los Juegos Europeos de Minsk 2019. Responsable del equipo nacional fue el Comité Olímpico de Israel.
El portador de la bandera en la ceremonia de apertura fue el jugador de bádminton Misha Zilberman.

## Medallistas
El equipo de Israel obtuvo las siguientes medallas:
| Nombre          | Deporte          | Competición           |
| --------------- | ---------------- | --------------------- |
| Oro             |                  |                       |
| Linoy Ashram    | Gimnasia rítmica | Pelota F              |
| Linoy Ashram    | Gimnasia rítmica | Mazas F               |
| Serguei Richter | Tiro             | Rifle 10 m M          |
| Plata           |                  |                       |
| Linoy Ashram    | Gimnasia rítmica | Concurso individual F |
| Linoy Ashram    | Gimnasia rítmica | Cuerda F              |
| Li Kochman      | Judo             | –90 kg M              |
| Bronce          |                  |                       |
| Misha Zilberman | Bádminton        | Individual M          |